# Diagourou
Diagourou (auch: Diagorou) ist eine Landgemeinde im Departement Téra in Niger.

## Geographie

### Lage und Gliederung
Diagourou grenzt im Südwesten an den Nachbarstaat Burkina Faso. Die Nachbargemeinden in Niger sind Dargol und Téra. Die Gemeinde ist Teil der Übergangszone zwischen Sahel und Sudan.
Bei den Siedlungen im Gemeindegebiet handelt es sich um 44 Dörfer, 111 Weiler und ein Lager. Der Hauptort der Landgemeinde ist das Dorf Diagourou.

### Klima
In Diagourou herrscht trockenes Wüstenklima vor.
|                        | Jan  | Feb  | Mär  | Apr  | Mai  | Jun  | Jul  | Aug  | Sep  | Okt  | Nov  | Dez  |   |      |
| Mittl. Temperatur (°C) | 23,3 | 26,2 | 30,0 | 33,5 | 34,4 | 32,6 | 29,7 | 27,8 | 29,4 | 31,0 | 28,2 | 24,4 | ⌀ | 29,2 |
| Mittl. Tagesmax. (°C)  | 31,2 | 34,4 | 38,2 | 40,6 | 40,6 | 38,4 | 34,9 | 32,2 | 34,8 | 37,4 | 36,1 | 32,4 | ⌀ | 35,9 |
| Mittl. Tagesmin. (°C)  | 16,4 | 18,8 | 21,9 | 25,9 | 28,2 | 27,3 | 25,3 | 24,0 | 24,7 | 24,7 | 20,7 | 17,5 | ⌀ | 23   |
|                        |      |      |      |      |      |      |      |      |      |      |      |      |   |      |
| Niederschlag (mm)      | 0    | 0    | 1    | 2    | 10   | 27   | 69   | 130  | 56   | 8    | 0    | 0    | Σ | 303  |
|                        |      |      |      |      |      |      |      |      |      |      |      |      |   |      |
| Sonnenstunden (h/d)    | 10,3 | 10,5 | 10,8 | 11,2 | 11,5 | 11,5 | 10,5 | 9,2  | 10,2 | 10,6 | 10,3 | 10,2 | ⌀ | 10,6 |
|                        |      |      |      |      |      |      |      |      |      |      |      |      |   |      |
| Regentage (d)          | 0    | 0    | 0    | 1    | 2    | 5    | 9    | 12   | 6    | 2    | 0    | 0    | Σ | 37   |
|                        |      |      |      |      |      |      |      |      |      |      |      |      |   |      |
| Luftfeuchtigkeit (%)   | 15   | 12   | 10   | 16   | 30   | 44   | 59   | 71   | 60   | 35   | 19   | 17   | ⌀ | 32,5 |

| 16,4 |

| 18,8 |

| 21,9 |

| 25,9 |

| 28,2 |

| 27,3 |

| 25,3 |

| 24,0 |

| 24,7 |

| 24,7 |

| 20,7 |

| 17,5 |

| 16,4 |

| 18,8 |

| 21,9 |

| 25,9 |

| 28,2 |

| 27,3 |

| 25,3 |

| 24,0 |

| 24,7 |

| 24,7 |

| 20,7 |

| 17,5 |

| N i e d e r s c h l a g | 0   | 0   | 1   | 2   | 10  | 27  | 69  | 130 | 56  | 8   | 0   | 0   |
|                         | Jan | Feb | Mär | Apr | Mai | Jun | Jul | Aug | Sep | Okt | Nov | Dez |

### Natur
Der Wildtierbestand im Gemeindegebiet ist aufgrund von Dürren, menschlicher Besiedlung und Wildererei stark zurückgegangen. Die vorherrschenden Baumarten sind Akazien und Wüstendatteln.

## Geschichte
Diagourou wurde um 1820 von Angehörigen der Volksgruppe der Mossi unter ihrem Anführer Boubou gegründet. Die Mossi hatten versucht sich in Liptako festzusetzen, wurden jedoch Richtung Osten bis nach Téra zurückgedrängt. Südlich von Téra entstand nun ihre Siedlung Diagourou. Als Téra von Silanké, einer Untergruppe der Fulbe, angegriffen wurde, rief Téras Herrscher Ama die Tuareg zu Hilfe, wurde diese aber anschließend nicht mehr los.
Um die Grenzen seines Reichs zu sichern, unternahm der Herrscher von Liptako um 1860 zwei Angriffe auf Diagourou. Diese konnten im Bündnis mit Téra und den Tuareg zunächst abgewehrt werden. Abdoulaye, der Herrscher von Diagourou, startete einen vergeblichen Gegenangriff. Dann zog Diagourou gemeinsam mit Téra und einer Gruppe Tuareg gegen Liptako ins Feld. Sie wurden vernichtend geschlagen. Der Herrscher von Liptako ließ Diagourou niederbrennen und seine Einwohner umbringen. Die Reste des Heers von Diagourou fanden Unterschlupf in Téra. Dort allerdings ermordeten sie Sidi, den Neffen von Téras Herrscher Gabélinga, und flohen, bevor Gabélinga reagieren konnte. Die Mossi versicherten sich der Neutralität Dargols, vertrieben gemeinsam mit den wieder erstarkten Tuareg Gabélinga und siedelten sich wieder in Diagourou an. Gabélinga gelang es jedoch wieder an die Macht zu kommen.

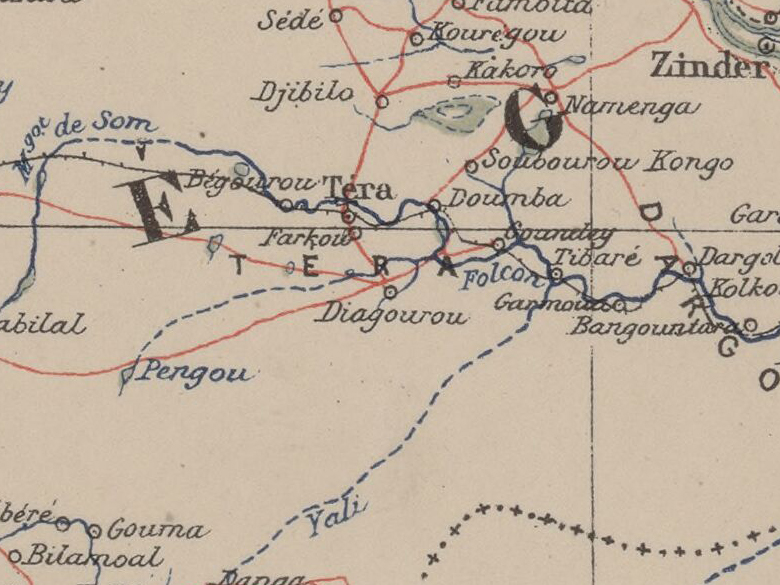
Ausschnitt einer Karte von 1903 mit Diagourou im Zentrum

Im Jahr 1878 wurde Diagourou erneut zerstört. Doch Gabélinga wurde 1885 ermordet und die Mossi unter Abdoulaye konnten sich um 1890 endgültig in Diagourou niederlassen. Das Gebiet von Diagourou gelangte 1899 als Teil des neu geschaffenen Kreises Sinder (cercle de Sinder) unter französische Militärverwaltung. Im Jahr 1905 wurde Diagourou dem neuen Militärterritorium Niger angeschlossen. Nach einem Tuareg-Aufstand im Jahr 1916 richtete Frankreich einen Kanton der unabhängigen Fulbe (canton des Peul indépendants) ein, der später in den Kanton Diagourou umgewandelt wurde.
Bei einer landesweiten Verwaltungsreform im Jahr 2002 ging aus dem Kanton Diagourou die Landgemeinde Diagourou hervor. Der staatliche Stromversorger NIGELEC elektrifizierte den Hauptort im Jahr 2018.

## Bevölkerung
Bei der Volkszählung 2012 hatte die Landgemeinde 61.472 Einwohner, die in 7398 Haushalten lebten. Bei der Volkszählung 2001 betrug die Einwohnerzahl 39.861 in 4745 Haushalten.
Im Hauptort lebten bei der Volkszählung 2012 1386 Einwohner in 176 Haushalten, bei der Volkszählung 2001 1003 in 119 Haushalten und bei der Volkszählung 1988 840 in 133 Haushalten.
Fulbe stellen die Bevölkerungsmehrheit in der Gemeinde, gefolgt von Songhai und Gourmantché. In der Winterzeit schlagen Tuareg-Nomaden ihre Lager in der Gemeinde auf. Die vorherrschenden Behausungen der sesshaften Bevölkerung sind Lehmziegel-Häuser und Strohhütten.

## Politik
Der Gemeinderat (conseil municipal) hat 17 gewählte Mitglieder. Mit den Kommunalwahlen 2020 sind die Sitze im Gemeinderat wie folgt verteilt: 8 PNDS-Tarayya, 6 MNSD-Nassara, 2 RPP-Farilla und 1 AMEN-AMIN.
Jeweils ein traditioneller Ortsvorsteher (chef traditionnel) steht an der Spitze von 34 Dörfern in der Gemeinde, darunter dem Hauptort.

## Kultur und Sehenswürdigkeiten
Zum Kulturerbe in der Gemeinde gehört das Grab der Heiligen Cheick Abdoulkadri.

## Wirtschaft und Infrastruktur
Die Bevölkerung lebt großteils von Ackerbau und Viehzucht. Neben Hirse und Sorghum werden Augenbohnen, Erdnüsse, Okras und Sesam angebaut. Die Viehzucht konzentriert sich vor allem auf Rinder, Schafe und Ziegen. Im Dorf Largadi nimmt eine internationale Transhumanz-Route ihren Ausgang. Es kommt oft zu Nahrungsengpässen. Lokale Produkte werden auch in Téra und jenseits der Staatsgrenze in Titabé verkauft. Elektrische Beleuchtung mit Sonnenenergie gibt es nur im Hauptort, sonst überwiegen Petroleumlampen. In der abgelegenen Landgemeinde gibt es auch so gut wie keinen Radio- und Fernsehempfang.
Viele junge Männer aus Diagourou praktizieren saisonale Arbeitsmigration. Ihre Destinationen sind – gereiht nach Bedeutung – Nigeria, Goldgewinnungsanlagen in West-Niger selbst, die Elfenbeinküste und Ghana. Umgekehrt kommen Töpfer aus Bankilaré in der kalten Jahreszeit nach Diagourou, um Ton abzubauen. Es gibt im Hauptort einen täglich geöffneten Markt mit etwa zehn Geschäften und einen Wochenmarkt mit mindestens 250 Verkäufern. Das Hilfswerk Swissaid ist in der Gemeinde aktiv.
Die Infrastruktur im Bildungs- und Gesundheitsbereich ist wenig entwickelt. Gesundheitszentren des Typs Centre de Santé Intégré (CSI) sind im Hauptort sowie in den Siedlungen Bangaré, Bouppo, Gabikane und Yélo Taka vorhanden. Das Gesundheitszentrum im Hauptort war 2016 für die Versorgung von über 16.600 Menschen zuständig. Der CEG Diagourou ist eine allgemeinbildende Schule der Sekundarstufe des Typs Collège d’Enseignement Général (CEG). Beim Centre de Formation aux Métiers de Diagourou (CFM Diagourou) handelt es sich um ein Berufsausbildungszentrum.